# Aristocosma chrysophilana
Aristocosma chrysophilana är en fjärilsart som beskrevs av Walker 1863. Aristocosma chrysophilana ingår i släktet Aristocosma och familjen vecklare. Inga underarter finns listade i Catalogue of Life.